# Ahmed Chagou
Ahmed Chagou, né le 27 novembre 1987, est un footballeur marocain évoluant au poste de défenseur au Ittihad Khémisset.

## Carrière
- 2009 - 2014:  Difaâ d'El Jadida
- 2014 - 2015:  Raja de Casablanca
- 2015 - 2017:  Kawkab de Marrakech
- 2017 - 2018:  Racing Athletic Club[1]
- 2018 - 2019:  Ittihad Khémisset

## Sélection en équipe nationale
| Caps | Date       | Lieu   | Match         | Score | Compétition  |
| 1    | 29/06/2012 | Jeddah | Yémen - Maroc | 0 - 4 | Coupe Arabes |
| ---- | ---------- | ------ | ------------- | ----- | ------------ |

## Palmarès
Avec le  Maroc
- Coupe arabe des nations
  - Vainqueur en 2012

Avec le Difaâ d'El Jadida
- Coupe du Trône
  - Vainqueur en 2013